# شمس‌آباد (آق‌داش)
شمس‌آباد (به لاتین: Şəmsabad) یک منطقه مسکونی در جمهوری آذربایجان است که در شهرستان آق‌داش واقع شده است. شمس‌آباد ۱۶۰۴ نفر جمعیت دارد.